# Schizoporella stylifera
Schizoporella stylifera är en mossdjursart som först beskrevs av Levinsen 1886.  Schizoporella stylifera ingår i släktet Schizoporella och familjen Schizoporellidae. Utöver nominatformen finns också underarten S. s. perforata.